# 佐々木勝久
佐々木 勝久（ささき かつひさ、1968年〈昭和43年〉2月22日 - ）は、日本の政治家。福井県鯖江市長（2期目）。元鯖江市議会議員（4期）。

## 来歴
山梨県出身。1986年（昭和61年）3月、山梨県立日川高等学校卒業。同年4月、東京電力に就職。東京電力労働組合の支部の役員に任命され、組合員として政治活動や選挙運動に従事した。
1994年（平成6年）2月、鯖江市議会議員の佐々木治の娘と結婚。名字を佐々木に変更する。義父の佐々木治は1999年（平成10年）4月の福井県議会議員選挙に無所属で立候補し初当選を果たす。
再選を目指す義父の選挙を手伝うために、2002年（平成14年）12月、東京電力を退職。2003年（平成15年）1月、山梨県より福井県鯖江市に移転。同年4月の県議選で佐々木治は自民党の公認を得るが、次点で落選した。
2007年（平成19年）7月1日に行われた鯖江市議選に立候補し初当選した。2019年（令和元年）、4期目の当選を果たす。同年福井県並行在来線準備取締役。
2020年（令和2年）10月4日に行われた鯖江市長選挙に自民党鯖江市支部の推薦を受けて立候補し、元自民党県議の田村康夫、会社経営者の山岸充を破り初当選した。10月17日、市長就任。
※当日有権者数：56,003人 最終投票率：61.63%（前回比：pts）
| 候補者名   | 年齢 | 所属党派 | 新旧別 | 得票数   | 得票率 | 推薦・支持                   |
| ---------- | ---- | -------- | ------ | -------- | ------ | ---------------------------- |
| 佐々木勝久 | 52   | 無所属   | 新     | 14,348票 | 41.88% | （推薦）自由民主党鯖江市支部 |
| 田村康夫   | 60   | 無所属   | 新     | 12,198票 | 35.61% |                              |
| 山岸充     | 30   | 無所属   | 新     | 7,712票  | 22.51% |                              |

2024年9月29日、任期満了に伴う市長選挙が告示され、無投票で再選した。

## 市政

### ごみ焼却施設建て替え事業
2021年10月、鯖江市、越前町、福井市、池田町の2市2町で構成する「鯖江広域衛生施設組合」（管理者：佐々木勝久）は、鯖江市西番町にある鯖江クリーンセンターの建て替えに関する総合評価一般競争入札を公告した。
2022年6月18日、荏原環境プラント（東京都大田区）を代表企業とする企業体「荏原環境プラントグループ」が落札。ほかに参加者がいない「1社入札」で、建設工事費が150億9200万円、20年分の運営費などを含んで同企業体との契約の総額は272億8千万円にのぼった。落札率は97,9％だった。しかし、組合議会の議員の一部から、工事費の算定方法に対する疑問の声が上がり、272億円にのぼる契約が「1社入札」になったことも争点となった。
同年8月25日、鯖江広域衛生施設組合の組合議会が鯖江市役所で開かれ、荏原環境プラントグループと交わす建設工事請負契約についての議案が提案された。議長を除いた起立採決の結果、10対6の賛成多数で議案は可決された。採決後、組合議員を含む鯖江市議7人が記者会見し、入札や採決までに不適切な手続きがあった疑いがあるとして、百条委員会などを設置する意向を表明した。同年9月、市議会は百条委員会を設置。百条委員会は同年10月の初会合から2023年3月まで19回開催された。証人喚問で、鯖江市内の建設会社の会長が「別の事業者と企業体を組んで入札に参加するよう、佐々木市長と玉邑哲雄市議に求められた」と証言。これに対し、佐々木は、玉邑の働きかけで建設会社の会長らと会食したことを認めるも、入札参加を求めたことは否定した。玉邑も「事実無根」と述べた。
2023年4月27日、市議会は臨時会を開き、百条委員会で虚偽の陳述をしたとして、佐々木と玉邑を刑事告発する議案を提出。いずれの議案も賛成9、反対8で可決された。
同年8月3日、市議会は、上記臨時会の議案可決を受けて、佐々木と玉邑の告発書を検察に提出したことを明らかにした。佐々木は「誠に遺憾だ。捜査に全面的に協力し真実を御理解いただけるよう尽力していきたい」とコメントした。
2024年4月30日、福井地検は佐々木と玉邑を嫌疑不十分で不起訴処分とした。